# Dobrinje (Visoko, BiH)
Dobrinje je naseljeno mjesto u gradu Visokom, Federacija Bosne i Hercegovine, BiH.

## Povijest
U Dobrinju je područna crkva sv. Leopolda Mandića.

## Promet
Dionica autoceste A1 na Koridoru 5C, dionica Visoko - Kakanj, poddionica Dobrinje - Kakanj, završena je u rujna 2009. godine, čime su približeni Sarajevo i Zenica.

## Stanovništvo

### 1991.
Nacionalni sastav stanovništva 1991. godine, bio je sljedeći:
- Hrvati - 166
- Muslimani - 157
- Srbi - 161
- Jugoslaveni - 37
- ostali, neopredijeljeni i nepoznato - 25

### 2013.
Nacionalni sastav stanovništva 2013. godine, bio je sljedeći:
ukupno: 407
- Bošnjaci - 326
- Hrvati - 32
- Srbi - 4
- ostali, neopredijeljeni i nepoznato - 45